# Jolly & Son
Jolly & Son was een kleine warenhuisketen gevestigd in Kent en de West Country. De historische vlaggenschipwinkel van Jolly's in Bath maakt sinds 1971 deel uit van de House of Fraser-groep.

## Geschiedenis
James Jolly richtte in de jaren 1810 een gordijnwinkel op in Deal, Kent. Het bedrijf bloeide en in 1823 opende hij een seizoenswinkel in Bath voor zijn zoon Thomas. De winkel was een succes en in 1830 werd het een permanente winkel. Het bedrijf breidde zich snel uit en in 1852 had Jolly & Son vestigingen in Deal, Margate, Bath, Bristol. Het bedrijf verkocht onder meer linnen, speelgoed, zijde en bestek. In 1889 werd de winkel in Bristol echter verkocht. Naast de winkels had Jollys een uitgebreid postorderbedrijf.
In 1903 werd Jolly and Son verkocht aan een nieuwe besloten vennootschap genaamd Jolly & Son Ltd. De belangrijkste aandeelhouders van het nieuwe bedrijf waren nog steeds de familie Jolly. Tegen 1905 waren ze hun winkel in Bath ontgroeid en startte met de herbouw aan Milsom Street, welke in 1906 werden voortgezet. In 1906 zag het bedrijf de omzet groeien tot £ 83.050. Het bedrijf bleef groeien en in 1912 kocht de onderneming 9 Milsom Street en de aandelen van T Knight & Son gekocht.
Tijdens de Eerste Wereldoorlog hadden de zaken het moeilijk en daarom werden speciale treinexcursies georganiseerd. Hierdoor en door het bezoek van Queen Mary aan Badminton, zag het bedrijf de winst toenemen, wat genoeg was voor het bedrijf om de volledige Milsom Street  te kopen.
In 1922 kocht het bedrijf de winkel in Bristol terug die het in 1889 had verkocht. In 1923 werd een kleine meubelwinkel geopend in Cardiff. In 1924 bedroeg de omzet van de keten £ 264.000. Tegen het einde van de jaren 1920 en in de jaren 1930 had het bedrijf het moeilijk tijdens de depressie en werden er slechts kleine wijzigingen aangebracht in de winkels in Bristol en Bath.
Tijdens de Tweede Wereldoorlog werd de winkel in Bristol volledig verwoest door bombardementen en werd een kleiner pand aan Whiteladies Road gebruikt als huisvesting. Uiteindelijk werd het pand aangekocht als permanente huisvesting van de winkel.
In 1961 werd de winkel in Bristol vergroot door de aankoop van een aangrenzend gebouw met drie verdiepingen en in 1965 kreeg de winkel in Bath een nieuw restaurant. In 1968 werd een nieuwe aparte holding opgericht, Jolly & Son (Holdings) Ltd opgericht om toezicht te houden op verschillende andere bedrijven, waaronder een veilinghuis en een transportbedrijf.
In 1970 werd het bedrijf gekocht door EJ Dingles and Co, die op hun beurt werden gekocht door House of Fraser. De winkel in Bristol werd gesloten, terwijl de winkel in Bath verder geëxploiteerd werd als een House of Fraser-winkel. Na een ingrijpende renovatie van de winkel in Milsom Street in 2014 werd de naam Jolly's nieuw leven ingeblazen.